# Viktor Tsoj
Viktor Robertovitsj Tsoj (Russisch: Виктор Робертович Цой, (Leningrad, 21 juni 1962 — snelweg nabij Riga, Letse Socialistische Sovjetrepubliek, 15 augustus 1990) was een Sovjet-Russische cultfiguur. Hij genoot de meest bekendheid als zanger van de band Kino, maar was ook acteur. Hij wordt alom gezien als een van de grootste figuren in de Russische muziek met een tot op de dag van vandaag niet te onderschatten en niet weg te denken invloed op de Russische rockcultuur.

## Jeugd
Tsoj werd geboren in Leningrad als zoon van Valentina Vasiljevna, gymnastieklerares, en Robert Maksimovitsj Tsoj, ingenieur. Hij was enig kind. Van 1974 tot 1977 bezocht hij de Serov middelbare kunstacademie in Leningrad. Nadat hij wegens tegenvallende studieresultaten van de academie moest, ging hij een opleiding doen aan een andere kunstschool met een specialisme tot houtgraveur.

## Vroege muzikale carrière
Tsoj kwam al vroeg in aanraking met muziek en begon op zijn zestiende in bandjes te spelen. Een belangrijk moment was de toevallige ontmoeting met Boris Grebensjtsjikov, de leidende man van de toen al bekende band Aquarium. Grebensjtsjikov nam Tsoj onder zijn hoede en bracht hem met verschillende mensen in contact. In 1982 maakte Tsoj zijn podiumdebuut, begeleid door twee leden van Aquarium. De vernieuwende lyriek viel op bij het publiek en het duurde dan ook niet lang voordat hij met twee andere bandleden de band Kino vormde. Allereerst nam Tsoj een demobandje in zijn woning op, en verspreidde dit in Sint-Petersburg. Het bandje ging als een lopend vuurtje door de artistieke en intellectuele voorhoede van de stad en vervolgens door die van de rest van het land. Niet veel later volgde het eerste album, 45 geheten, dat opviel door voor die tijd in de Sovjet-Unie gedurfde teksten. In een van de nummers van dat album, Elektritsjka geheten, zingt Tsoj over een man die in een trein vast zit naar een bestemming waar hij helemaal niet naartoe wil. De vergelijking met het politieke systeem ligt voor de hand. Het duurde niet lang voordat het Kino verboden werd om live op te treden. Hij ging ondergronds verder en bleef in huiskamers optreden. Ook een andere song Ik verklaar mijn huis / een kernvrije zone werd populair. Dit ook in het licht van de oorlog die de Sovjet-Unie met Afghanistan voerde, en die vele duizenden levens eiste. Ook in persoonlijk opzicht was 1982 een belangrijk jaar voor Tsoj: hij ontmoette Marianna, met wie hij in 1985 zou trouwen en op 5 augustus dat jaar één zoon zou krijgen: Alexander (Sasha).

## Perestrojka en de hoogtijdagen van Kino
Al die tijd was Tsoj bij het grote mainstream publiek onbekend gebleven omdat de autoriteiten hem systematisch tegenwerkten en hem op geen enkele manier steunden. Dit alles veranderde toen Gorbatsjov aan de macht kwam en de Perestrojka zijn intrede deed. Het lied Перемен/Peremen! (Verandering!) had een groot effect op de jonge mensen in het hele land en maakte Kino tot in alle uithoeken van het land bekend. Later, in een postuum uitgezonden radio-interview, zou Tsoj overigens desgevraagd zeggen dat het niet bedoeld was om mensen op te zwepen aangezien het om een apolitiek nummer zou gaan. In 1987 kwam het meest gedurfde album uit, Группа крови (bloedgroep). In 1990 trad de band, op het toppunt van haar roem, op in een uitverkocht Loezjniki stadion (62.000 toeschouwers).

## Filmcarrière
Tsoj speelde in een zestal films, waarvan IGLA (naald) de bekendste is en ook vaak als zijn beste wordt gezien. Tsoj speelt een man, Moro, die na vele jaren terugkeert naar zijn geboortestad Alma Ata om enkele zaken af te handelen. Als hij enkele dagen over blijkt te hebben, zoekt hij zijn voormalige geliefde Dina op. Deze blijkt verslaafd te zijn aan morfine. Hij besluit haar te helpen met afkicken en degenen die verantwoordelijk zijn voor haar toestand te bestrijden. Het loopt echter slechts af met Moro, aangezien de hoogste baas te machtig voor hem blijkt. De film bevat onder andere muziek van Kino; de film kwam in februari 1989 in de bioscopen uit.

## Dood en nasleep
Op 14 augustus 1990 had Tsoj de opnamen voor een nieuw album afgerond. De volgende dag was op hij op weg naar Leningrad. Bij aankomst zouden de bandleden de muziek over de zang van Tsoj heenzetten. Maar hij zou niet in Leningrad aankomen; in de buurt van Riga verloor Tsoj de controle over het stuur en raakte vol in botsing met een bus. De auto was total loss; een van de banden werd zelfs nooit teruggevonden. Wonderlijk genoeg was het cassettebandje met Tsojs vocalen het enige dat ongeschonden uit de botsing kwam. Het album kon dus alsnog worden opgenomen. Dit werd officieus het zwarte album genoemd. Voor zover dit nog niet het geval was, werd Kino de meest legendarische rockband van de Sovjet-Unie.

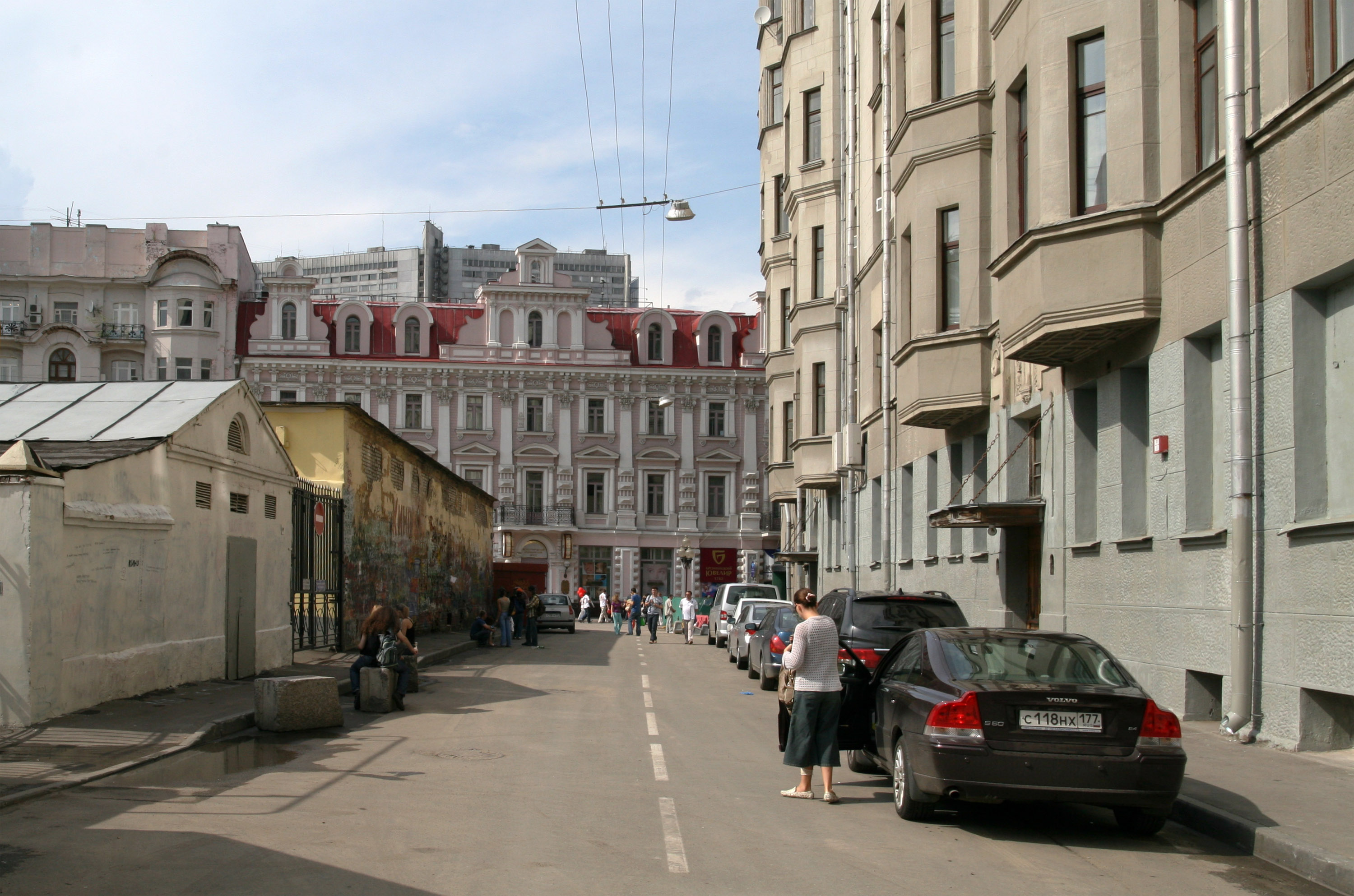
Krivoarbat: de graffitimuur (links van de straat) die is gewijd aan Tsoj

De dood van Tsoj sloeg in als een bom. In ieder geval 65 jonge mensen pleegden zelfmoord. De Komsomolskaja Pravda schreef een zeer respectvolle necrologie. Op verschillende plaatsen in Sint-Petersburg kan nog steeds graffiti worden gezien. Op de Arbat in Moskou is een complete gedenkmuur aan hem gewijd.
Tsoj ligt begraven op de Bogoslovskoje-begraafplaats in Sint-Petersburg.
Na zijn dood werd Marianna eigenaar van de rechten op zijn muziek. In 2005 overleed zij ook, aan kanker. Zij ligt naast Viktor begraven.

## Invloed tot heden
Kino zette de toon voor nieuwe rockbands. De impact ervan op de Russische maatschappij was enorm groot. Met politiek getinte teksten maakten ze de jeugd wakker voor verandering. Ze introduceerden teksten en geluid die geen enkele artiest in Rusland hen ooit had voor gedaan.
In 2000 brachten enkele van de grootste rockbands van het land hun eigen interpretaties van Kino’s liedjes uit als eerbetoon aan Viktor Tsoj.
De lancering van Kino in het buitenland was moeilijk. Maar op vandaag zijn er nog steeds Kino fans buiten de grenzen van Rusland. Zo is er in Canada een volwaardige website in het Engels gewijd aan Kino en Viktor Tsoj. Ook in Korea zijn er Viktor Tsoj-fans. Naast zijn muziek is Tsoj in Korea bekend als een Koreaanse diaspora die erin geslaagd is om grote naam en faam te maken in de Sovjet-Unie en Rusland. De New Yorkse band "Exit" speelt de nummers van Kino, vertaald in het Engels. En in Stockholm is er de groep "Russkaya banda" die bijna uitsluitend Kinos nummers in haar repertoire opneemt. "Russkaya banda" doen ook elk jaar een paar live-shows aan de Universiteit van Stockholm.

### Verbod in Wit-Rusland
In 2011 waren de machthebbers in Wit-Rusland hem liever kwijt dan rijk. Vooral het nummer Перемен (Veranderingen) was een doorn in het oog voor de machthebbers. Het nummer, dat vaak werd aangevraagd door luisteraars, mag niet meer gedraaid worden op de Wit-Russische radio. Maar omdat muziek zich niet laat tegenhouden lijkt het erop dat Перемен er het strijdlied van het verzet is geworden.

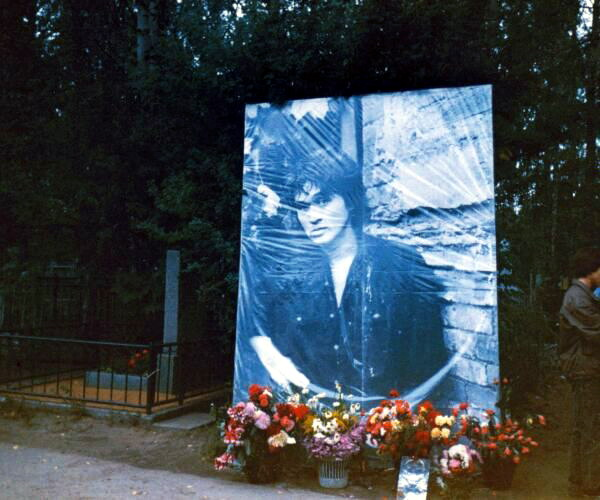
Graf van Tsoj
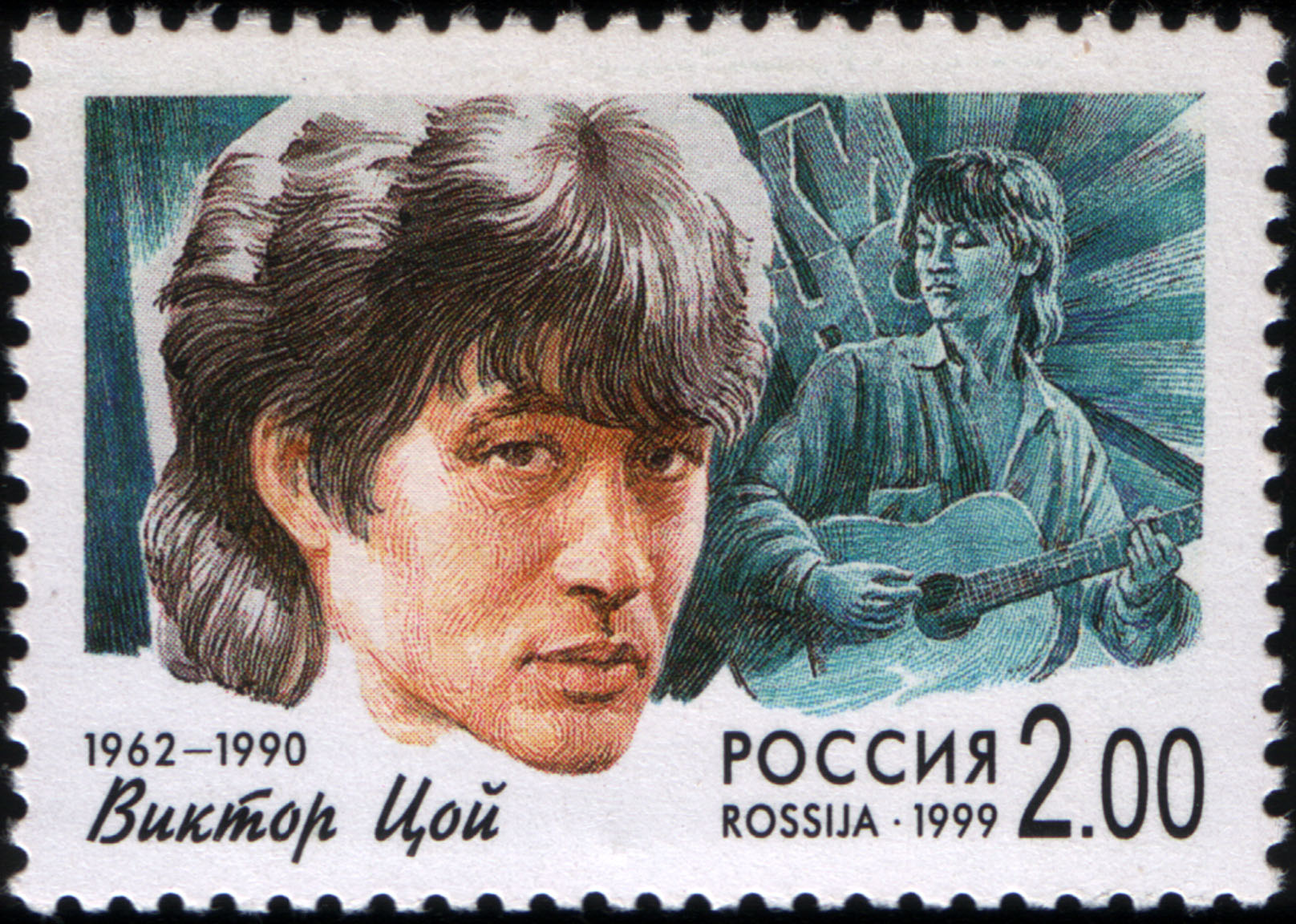
Postzegel met Tsoj uit 1999

- Bibsys: 14032120
- Gemeinsame Normdatei: 119297396
- International Standard Name Identifier: 0000 0003 9516 2311
- Library of Congress Control Number: nr95031808
- Nationale Bibliotheek van Letland: 000051980
- MusicBrainz: 7da030e4-3b08-4e29-b497-344d809589fd
- Nationale Bibliotheek van Tsjechië: jo2002106354
- Nationale Bibliotheek van Israël: 987007308332505171
- Nederlandse Thesaurus van Auteursnamen: 328590622
- Système universitaire de documentation: 073300500
- Virtual International Authority File: 289758028
- WorldCat: E39PBJcrfKJkGHww84MpQ8dbBP